# Kostolec
Kostolec (em húngaro: Kosfalu) é um município da Eslováquia, situado no distrito de Považská Bystrica, na região de Trenčín. Tem 4 km² de área e sua população em 2018 foi estimada em 242 habitantes.

## Demografia
| Ano:        | 1994 | 2004   | 2014    | 2024    |
| ----------- | ---- | ------ | ------- | ------- |
| Broj ljudi: | 235  | 256    | 228     | 272     |
| Razlika:    |      | +8,93% | -10,93% | +19,29% |

| Ano:               | 2023 | 2024   |
| ------------------ | ---- | ------ |
| Número de pessoas: | 273  | 272    |
| Diferença:         |      | -0,36% |